# Cráter Darwin

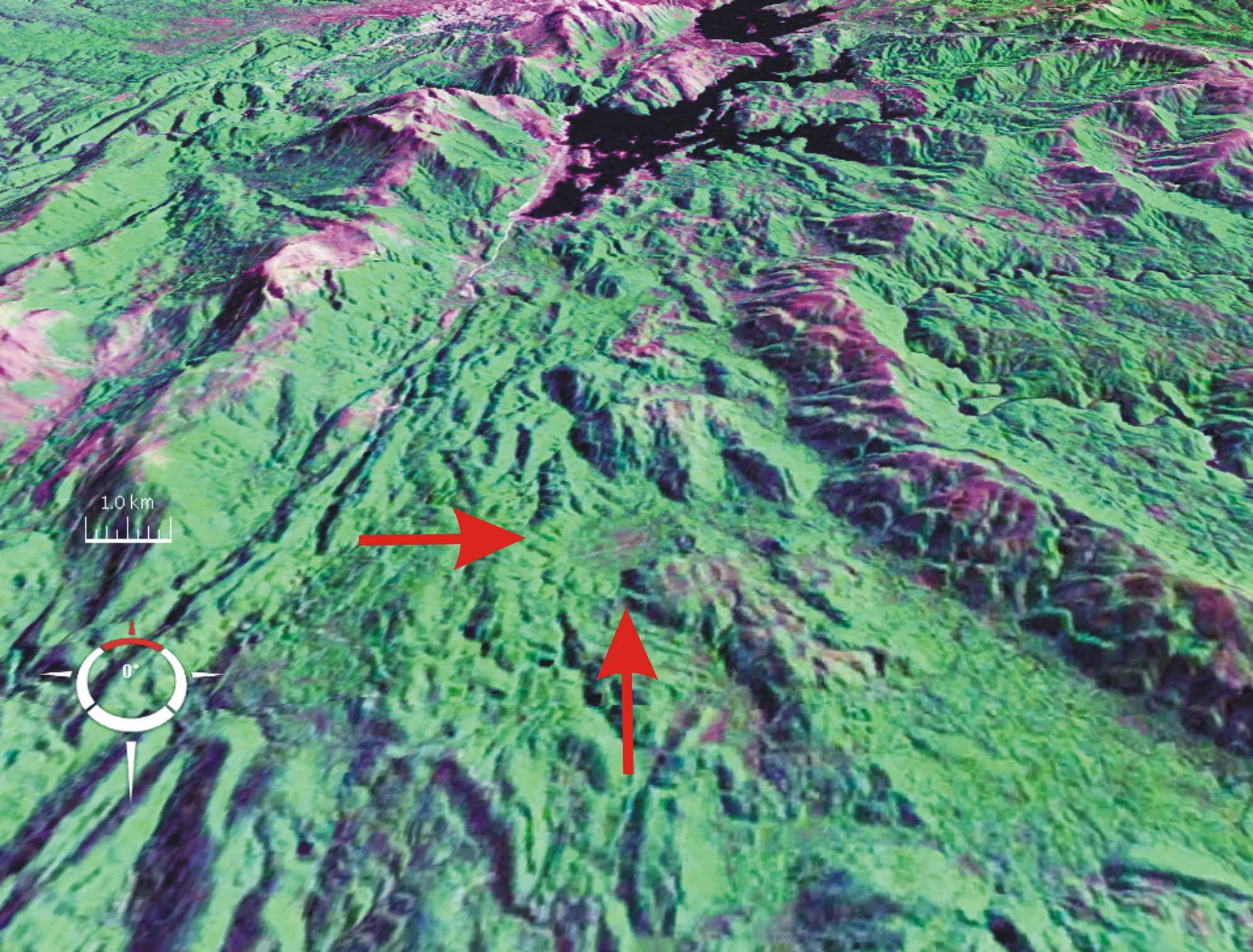
Imagen oblicua Landsat del Cráter Darwin (flechas) proyectada sobre un modelo de elevación digital del terreno (Captura de pantalla de una imagen del proyecto NASA World Wind)

También hay un cráter Darwin en la Luna y un cráter Darwin en Marte
Darwin es un posible cráter de impacto meteorítico localizado en el oeste de Tasmania.

## Descripción
Aparece como una depresión de forma circular relativamente plana, con 1,2 kilómetros de diámetro. Se halla en un terreno montañoso y densamente arbolado, situado a 26 kilómetros al sur de Queenstown (Tasmania). Se halla al este de la West Coast Range y del North Mount Lyell Railway, justo dentro del Parque nacional Franklin-Gordon Wild Rivers.

## Descubrimiento
El cráter fue descubierto por el geólogo R. J. Ford en 1972, después de buscar el origen del vidrio de Darwin, un material vítreo asociado a impactos meteoríticos frecuente en un área de más de 400 kilómetros cuadrados del suroeste de Tasmania. Investigaciones geofísicas y perforaciones han mostrado que el cráter se ha rellenado hasta con 230 metros de brechas cubiertas por sedimentos de un lago del pleistoceno. A pesar de que la prueba del origen de impacto del cráter todavía no es definitiva, esta hipótesis es fuertemente apoyada por la relación entre el vidrio presente en el cráter y la estratigrafía y la deformación de los materiales que lo rellenan.
Si el cráter es de hecho el origen del vidrio, la edad del Cráter Darwin es de unos 816.000 ± 7.000 años —la edad del vidrio de Darwin determinada por el método de datación argón-argón.
Una tesis de 2004 de la Universidad de Tasmania se centró específicamente en el origen de estos materiales vítreos.
Inclusiones carbonáceas han sido encontradas por primera vez en el vidrio de Darwin:  son muestras de biomarcadores que sobrevivieron al impacto de Darwin y son representativos de las especies de plantas presentes en el momento del impacto en el ecosistema local (incluye celulosa, lignina, biopolímero alifáticos y restos de proteínas).